# Axel Rosenberg
Axel Reinhold Rosenberg, född 8 april 1896 i Gryts församling, Kristianstads län, död 13 januari 1982 i Fjälkinge församling, Kristianstads län, var en svensk trädgårdsmästare. 
Rosenberg, som var son till handelsträdgårdsmästare Gustaf Rosenberg och Mathilda Olsson, var trädgårdsförman i Göteborg och Kristinehamn 1913–1916, blev innehavare av Rosenbergs hovblomsterhandel och handelsträdgård i Kristianstad och Fjälkinge 1920 och var efter ombildning till aktiebolag direktör för detta från 1960. Han blev medlem av Sveriges handelsträdgårdsmästareförbund 1919, vice ordförande i Skånedistriktet, ordförande i blomsterlöksodlaresektionen, ledamot i blomsterkommittén 1926, medlem av Förenade blomsterförmedlingen 1924, dess distriktsrepresentant 1929–1958 och medlem av Blomsterhandlarnas riksförbund 1941.